# Fischer Black
Fischer Black (Georgetown, 11 gennaio 1938 – New York, 30 agosto 1995) è stato un economista statunitense, tra gli autori della equazione di Black e Scholes per la valutazione delle opzioni finanziarie.
Nel 1997 il Premio Nobel fu assegnato agli autori dell'equazione di Black e Scholes. Quindi al coautore di Black, Myron Scholes per il lavoro fondamentale sul prezzo delle opzioni, e a Robert C. Merton, un altro pioniere nello sviluppo della valutazione delle azioni e opzioni. Il Nobel non viene assegnato postumo: tuttavia, quando quell'anno fu annunciato il premio, il comitato del Nobel ricordò in modo prominente il ruolo chiave di Black, scomparso due anni prima.

## Biografia
Fischer Sheffey Black nacque l'11 gennaio 1938 a Georgetown, Washington. Si laureò all'Harvard College nel 1959 e conseguì un dottorato di ricerca in matematica applicata presso l'Università Harvard nel 1964. Inizialmente venne espulso dal programma di dottorato a causa della sua incapacità di stabilire un argomento di tesi, essendo passato dalla fisica alla matematica, poi ai computer e all'intelligenza artificiale. Black si unì alla società di consulenza Bolt, Beranek e Newman, lavorando su un sistema per l'intelligenza artificiale. Trascorse un'estate sviluppando le sue idee presso la società RAN. Divenne allievo del professore del MIT Marvin Minsky, e in seguito poté presentare le sue ricerche per il completamento del dottorato di ricerca di Harvard.
Black entrò in Arthur D. Little, dove ebbe a che fare per la prima volta con la consulenza economica e finanziaria e dove incontrò il suo futuro collaboratore Jack Treynor. Nel 1971 iniziò a lavorare presso l'Università di Chicago, per poi trasferirsi nel 1975 al MIT Sloan School of Management. Nel 1984 lasciò l'università, per lavorare presso la banca d'investimento Goldman Sachs dove rimase fino alla morte.

### La ricerca
Black iniziò a pensare seriamente alla politica monetaria intorno al 1970 e scoprì, in quel periodo, che il grande dibattito in questo campo era tra keynesiani e monetaristi. I keynesiani (sotto la guida di Franco Modigliani) pensavano che esistesse una tendenza naturale dei mercati creditizi verso l’instabilità, verso il boom e il crollo, e attribuivano sia alla politica monetaria che a quella fiscale un ruolo nel smorzare questo ciclo, lavorando verso l’obiettivo di un’agevolazione del ciclo economico per una crescita sostenibile. Nella visione keynesiana, i banchieri centrali dovevano avere poteri discrezionali per svolgere adeguatamente il loro ruolo. I monetaristi, sotto la guida di Milton Friedman, credevano che la banca centrale discrezionale fosse il problema, non la soluzione. Friedman riteneva che la crescita dell’offerta di moneta potesse e dovesse essere fissata a un tasso costante, diciamo il 3% annuo, per accogliere una crescita prevedibile del PIL reale.
Sulla base del modello di determinazione del prezzo delle attività di capitale, Black concluse che la politica monetaria discrezionale non poteva fare il bene che i keynesiani volevano. Sostenne che la politica monetaria avrebbe dovuto essere passiva all’interno di un’economia. Ma concluse anche che non avrebbe potuto provocare il danno che i monetaristi temevano. Black scrisse in una lettera a Friedman, nel gennaio 1972:
Nel 1973, Black, insieme a Myron Scholes, pubblicò l'articolo "The Pricing of Options and Corporate Liabilities" su "The Journal of Political Economy".  Questa fu la sua opera più famosa in cui incluse l'equazione di Black-Scholes.
Nel marzo 1976, Black propose che il capitale umano e le imprese avessero “alti e bassi che sono in gran parte imprevedibili […] a causa dell’incertezza di base su ciò che le persone vorranno in futuro e su ciò che l’economia sarà in grado di produrre in futuro. Se si conoscessero i gusti e la tecnologia del futuro, i profitti e i salari crescerebbero in modo fluido e sicuro nel tempo". (...) "Un boom è un periodo in cui la tecnologia si abbina bene alla domanda. Un fallimento è un periodo di mancata corrispondenza". Questa visione rese Black uno dei primi contributori alla teoria del ciclo economico reale.
L'economista Tyler Cowen sostenne che il lavoro di Black sull'economia monetaria e sui cicli economici poteva essere utilizzato per spiegare la Grande recessione.
I lavori di Black sulla teoria monetaria, sui cicli economici e sulle opzioni erano parte della sua visione di un quadro unificato. Una volta affermò:

### Morte
All'inizio del 1994, a Black fu diagnosticato un cancro alla gola. All'inizio l'intervento sembrò avere successo e Black stava abbastanza bene da partecipare all'incontro annuale dell'Associazione internazionale degli ingegneri finanziari quell'ottobre, dove ricevette il premio come Ingegnere finanziario dell'anno. Tuttavia, il cancro ritornò e Black morì nell'agosto 1995 a 57 anni.

## Premi e riconoscimenti
Il Premio Nobel non viene assegnato postumo, quindi non fu assegnato a Black nel 1997, quando il suo coautore Myron Scholes ricevette l'onore per il loro lavoro fondamentale sul prezzo delle opzioni insieme a Robert C. Merton. Il ruolo chiave di Black fu comunque ricordato dal comitato del Nobel.
Black ricevette anche il riconoscimento come coautore del modello dei derivati sui tassi di interesse Black-Derman-Toy, sviluppato per uso interno da Goldman Sachs negli anni '80 ma alla fine pubblicato. È stato anche coautore del modello Black-Litterman sull'asset allocation globale mentre era alla Goldman Sachs.
Il comitato consultivo del Journal of Performance Measurement ha inserito Black nella Performance & Risk Measurement Hall of Fame nel 2017. L'annuncio apparve nel numero invernale 2016/2017 della rivista. La Hall of Fame premia le persone che hanno dato un contributo significativo alla performance degli investimenti e alla misurazione del rischio.

### Premio Fischer Black
Nel 2002, l'American Finance Association ha istituito il Fischer Black Prize, assegnato ogni due anni, in memoria di Fischer Black. Il premio viene assegnato a un giovane ricercatore il cui lavoro "esemplifica al meglio il segno distintivo di Fischer Black nello sviluppo di ricerche originali rilevanti per la pratica finanziaria".

## Opere selezionate
- F. Black, Myron Scholes, & Michael Jensen, "The Capital-Asset Pricing Model: Some empirical tests", in Jensen, editor, Studies in the Theory of Capital Markets (1972).
- F. Black, "Active and Passive Monetary Policy in a Neoclassical Model", The Journal of Finance, Vol. 27, No. 4 (settembre 1972), pp. 801–814.
- Fischer Black & Myron Scholes, "The Pricing of Options and Corporate Liabilities", Journal of Political Economy (1973).
- F. Black & M. Scholes, "The Effects of Dividend Yield and Dividend Policy on Common Stock Prices and Returns", Journal of Financial Economics (1974).
- F. Black, "Fact and Fantasy in the Use of Options", Financial Analysts Journal 31, pp.36–41, 61–72 (luglio/agosto 1975).
- F. Black, "The Pricing of Commodity Contracts", 1976, Journal of Financial Economics.
- F. Black, "Noise", Journal of Finance, vol. 41, pp. 529–543 (1986).
- Fischer Black, Business Cycles and Equilibrium, Basil Blackwell, 1987. ISBN 0470499176
- F. Black, E. Derman, & W. Toy, "A One-Factor Model of Interest Rates and its Application to Treasury Bond Options", Financial Analyst Journal (1990).
- F. Black & R. Litterman, "Global Portfolio Optimization", Financial Analysts Journal vol. 48, no. 5, pp. 28–43 (1992).
- F. Black, "Beta and Return", Journal of Portfolio Management, vol. 20 (1), pp. 8–18 (1993).
- F. Black, "Interest Rates as Options", Journal of Finance, vol. 50, pp. 1371–1376 (1995).
- Fischer Black, Exploring General Equilibrium, MIT Press, 1995. ISBN 0262514095